# Урочище Сумарин
Уро́чище Сумарин — лісовий заказник місцевого значення в Україні. Розташований у межах Івано-Франківського району Івано-Франківської області, на схід від села Гута. 
Статус надано з метою збереження частини лісового масиву з унікальними смереково-ялицево-буковими насадженнями. 